# .sr
.sr je vrhovna internetska domena (country code top-level domain - ccTLD) za Surinam. Domenom upravljaju Telesur i DotSR.

## Vanjske poveznice
- IANA .sr whois informacija  Arhivirana inačica izvorne stranice od 11. lipnja 2006. (Wayback Machine)